# Sobreira (Villamarín)
Sobreira (llamada oficialmente San Xoán de Sobreira) es una parroquia y un lugar del municipio español de Villamarín, en la provincia de Orense, Galicia.

## Toponimia
La parroquia también es conocida por el nombre de San Juan de Sobreira.

## Organización territorial
La parroquia está formada por cuatro entidades de población:
- Arbor
- O Rego
- O Xen (Oxén)
- Sobreira

## Demografía

### Parroquia
| Gráfica de evolución demográfica de Sobreira (parroquia) entre 2000 y 2023 |
|                                                                            |
| Datos según el nomenclátor publicado por el INE.                           |

### Lugar
| Gráfica de evolución demográfica de Sobreira (lugar) entre 2000 y 2023 |
|                                                                        |
| Datos según el nomenclátor publicado por el INE.                       |